# Jan Gamrat
Jan Gamrat herbu Sulima (ur. 1502, zm. 1544) – wojewoda mazowiecki, vicesgerent, a zarazem senator świecki w okresie I Rzeczypospolitej, starosta rawski i iłżeński.
Poseł województwa krakowskiego na sejm 1538/1539 roku, na sejm 1540 roku, sejm 1542 roku.
Od 1532 dziedzic i sołtys Bączala Dolnego i Górnego, a także właściciel Samoklęsk.
Możliwe, że był młodszym bratem prymasa Piotra Gamrata.